# Antartide
L'Antartide (AFI: /anˈtartide/, o anche continente antartico) è il continente circostante il polo sud e opposto all'Artide; è dunque situato nell'emisfero australe della Terra e quasi interamente compreso entro il circolo polare antartico.
Con i suoi circa 14 milioni di km², l'Antartide è il quarto continente più vasto della Terra dopo Asia, America e Africa e, secondo la convenzione sul numero degli oceani seguita in Italia, è circondata da tutti gli oceani: il Pacifico, l'Atlantico e l'Indiano.
Secondo la convenzione più seguita negli Stati Uniti e adottata nel 2000 dall'Organizzazione Idrografica Internazionale, l'Antartide è invece circondata dall'Oceano Antartico, composto dalla parte meridionale dei tre oceani. L'esistenza dell'Oceano Antartico non è diffusa in altri paesi perché, al contrario degli altri, non ha confini ben definiti e non è circondato dai continenti, essendo esso stesso a circondare un continente.
Tranne alcune aree molto limitate, l'Antartide è completamente ricoperta dalla calotta glaciale antartica, avente uno spessore medio di circa 2 000 metri; intorno a tutto il continente si estende inoltre la banchisa antartica. L'Antartide ha dunque il 98% del territorio coperto dai ghiacci e ciò la rende il continente più freddo e inospitale del pianeta.
Il 1° dicembre 1959 è stato firmato un accordo internazionale al quale oggi aderiscono cinquantasei stati: il Trattato Antartico, poi entrato in vigore il 23 giugno 1961; esso stabilisce che l'Antartide sia utilizzata esclusivamente per scopi pacifici e scientifici, vieta qualsiasi attività militare, comprese le esplosioni nucleari e la costruzione di depositi di materiale radioattivo, e impedisce qualsiasi forma di sfruttamento economico, compresa l'estrazione di minerali. Il trattato sospende le rivendicazioni territoriali che alcuni Stati avenzano su settori dell'Antartide: la Francia, la Norvegia, il Regno Unito, il Cile, l'Argentina, l'Australia e la Nuova Zelanda.

## Storia

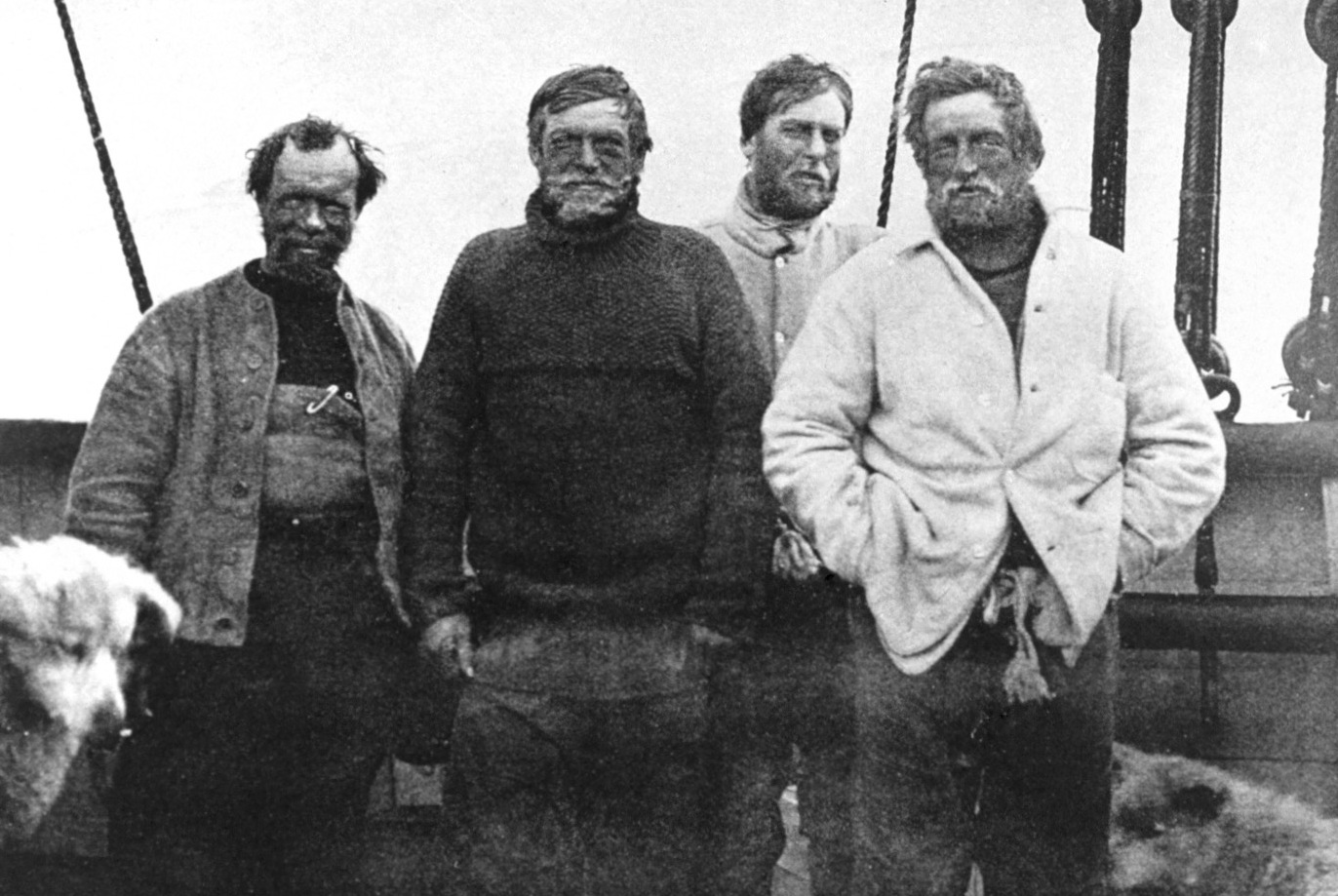
Spedizione Nimrod (da sinistra): Wild, Shackleton, Marshall e Adams

L'aggettivo antartico (da cui viene il nome Antartide) deriva dal greco antarktikós (ἀνταρκτικός) ovvero "opposto all'Artico". Sebbene fin dall'antichità si ipotizzasse l'esistenza di una Terra Australis, il primo avvistamento confermato del continente si fa risalire al 1820 per opera della spedizione russa di Lazarev e Bellingshausen. Tuttavia, la scoperta venne quasi ignorata per tutto il XIX secolo a causa dell'inospitalità del continente. Il primo uso formale del nome Antartide in riferimento a un continente, risalente agli anni 1890, è attribuito al cartografo scozzese John George Bartholomew.
L'ipotesi dell'esistenza di una Terra Australis, cioè di un vasto continente nell'estremo sud del mondo con lo scopo di "equilibrare" le terre del nord (Europa, Asia e Nord Africa), esisteva fin dai tempi di Tolomeo, che suggerì l'idea di simmetria di tutte le terre conosciute nel mondo. Rappresentazioni di una grande superficie meridionale erano comuni nelle mappe. Ancora nel tardo XVII secolo, dopo che gli esploratori avevano scoperto che il Sud America e l'Australia non erano parte della mitica "Antartide", i geografi credevano che il continente fosse molto più vasto rispetto alla sua dimensione reale.

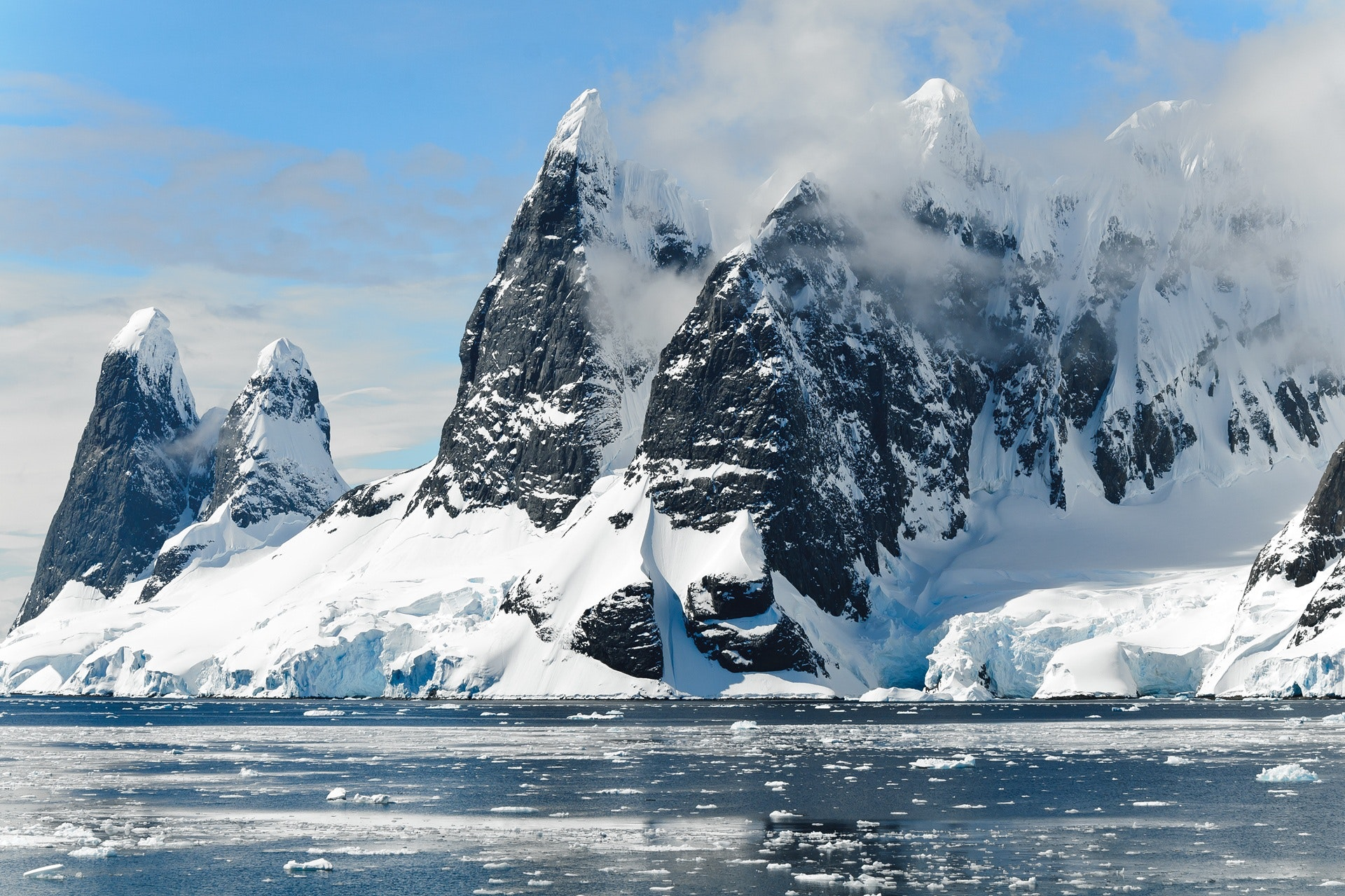
Tratto della costa antartica

Le mappe europee continuarono a mostrare questo ipotetico territorio fino a quando le navi del capitano James Cook, HMS Resolution e HMS Adventure, attraversarono il Circolo polare antartico il 17 gennaio 1773, nel dicembre 1773 e nuovamente nel gennaio del 1774. Cook in realtà era arrivato a circa 75 miglia (121 km) dalla costa antartica, prima di essere costretto a invertire la rotta di fronte ai ghiacci, nel gennaio 1773. Il primo avvistamento confermato dell'Antartide è dibattuto fra tre diversi equipaggi. Secondo diverse organizzazioni (National Science Foundation, NASA, Università della California (San Diego) e da altre fonti, le navi capitanate da tre uomini avvistarono il nuovo continente nel 1820: Fabian Gottlieb von Bellingshausen (capitano della Marina Imperiale Russa), Edward Bransfield (un capitano della Royal Navy), e Nathaniel Palmer (un cacciatore di foche statunitense); Von Bellingshausen il 27 gennaio 1820, tre giorni prima dell'avvistamento di Bransfield, e dieci mesi prima di Palmer (novembre 1820). Quel giorno le due navi della spedizione guidata da Von Bellingshausen e Mikhail Petrovich Lazarev raggiunsero un punto a distanza di 32 km (20 miglia) dal continente antartico e videro i campi di ghiaccio. Il primo sbarco documentato sulla terraferma avvenne con l'americano John Davis nell'Antartide occidentale il 7 febbraio 1821, anche se questa versione è contestata da alcuni storici.
Nel dicembre 1839 una spedizione salpò da Sydney, in Australia, e riferì la scoperta "di un continente antartico a ovest delle isole Balleny". Quella parte di Antartide venne in seguito denominata "Terra di Wilkes".
Nel 1841 l'esploratore James Clark Ross passò attraverso quello che è oggi conosciuto come il Mare di Ross e scoprì l'Isola di Ross. Navigò lungo un enorme muro di ghiaccio che venne successivamente nominato Piattaforma di ghiaccio Ross. I monti Erebus e il Terror vennero dedicati alle due navi dalla sua spedizione: HMS Erebus e Terror. Mercator Cooper sbarcò nell'Antartide orientale il 26 gennaio 1853. 

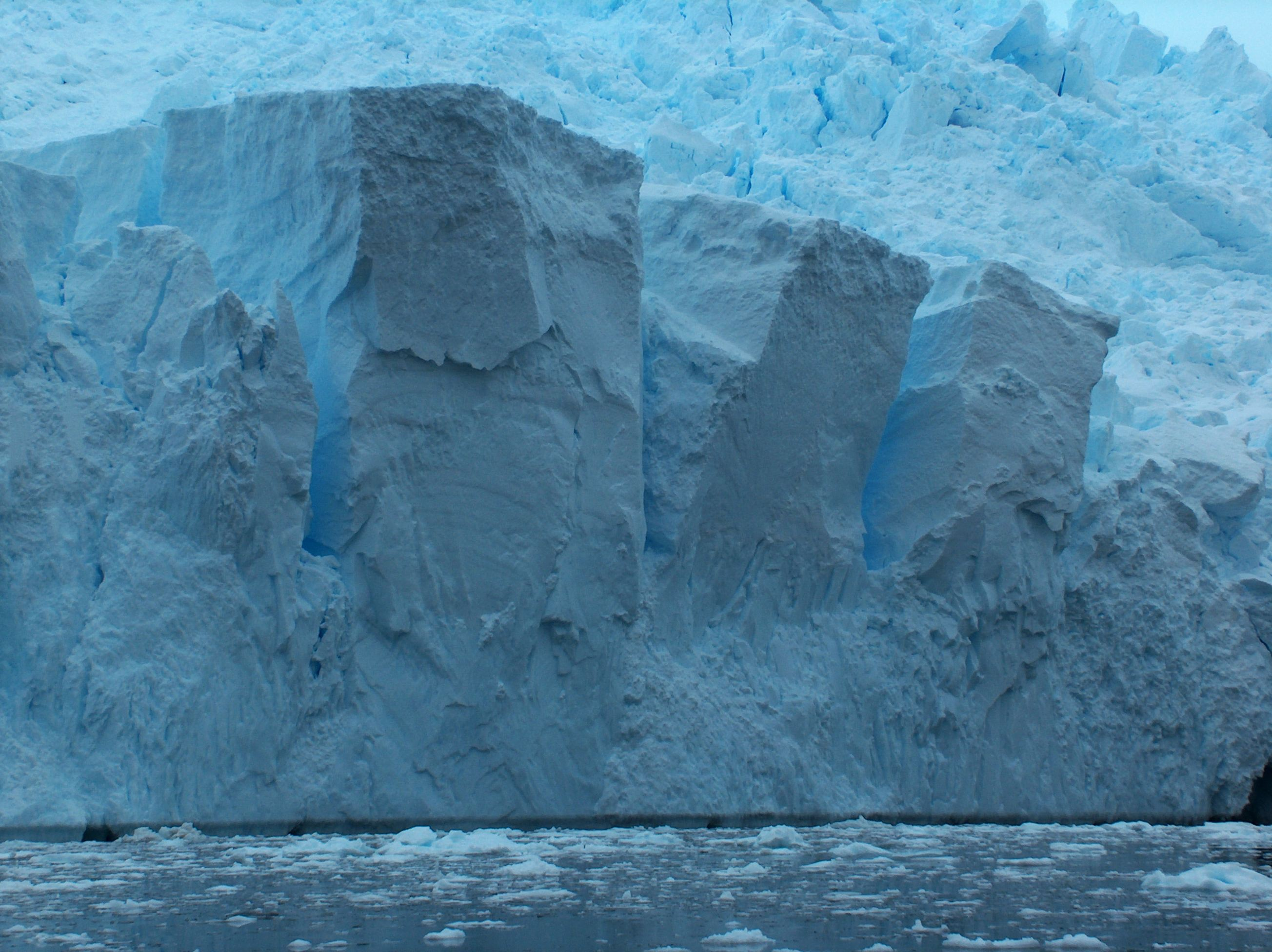
Ghiacci australi

Durante la spedizione Nimrod guidata da Ernest Shackleton nel 1907, gli uomini guidati da T.W. Edgeworth David furono i primi a scalare il monte Erebus e a raggiungere il polo sud magnetico. Shackleton e altri tre membri della sua spedizione ottennero diversi primati tra il dicembre 1908 e il febbraio 1909: furono i primi uomini a percorrere la Piattaforma di ghiaccio Ross, e i primi ad attraversare la catena dei Monti Transantartici (attraverso il ghiacciaio Beardmore). Il 14 dicembre 1911, una spedizione guidata dall'esploratore polare norvegese Roald Amundsen fu la prima a raggiungere il polo sud geografico, utilizzando un percorso che partiva dalla baia delle Balene e il ghiacciaio Axel Heiberg. Circa un mese più tardi, anche la sfortunata spedizione di Robert Falcon Scott raggiunse il polo, ma i suoi cinque membri non sopravvissero al ritorno.
Richard Evelyn Byrd compì numerosi viaggi sull'Antartico in aereo negli anni '30 e '40. Condusse ampie ricerche geologiche e biologiche. Fu fino al 31 ottobre 1956 che non si rimise piede al polo sud; in quel giorno un gruppo della U.S. Navy guidato dal contrammiraglio George J. Dufek vi fece atterrare con successo un aereo.
Il 30 dicembre 1989, Arved Fuchs e Reinhold Messner diventarono i primi uomini a raggiungere il polo sud senza l'ausilio di mezzi meccanici o animali, usando solo gli sci e vele spinte dal vento. Proseguirono attraversando tutta l'Antartide, per complessivi 2.800 km, percorsi a piedi in 92 giorni. Questa spedizione ebbe luogo dal novembre 1989 al febbraio del 1990.
Nel 2024 è stato scoperto che il Lago Enigma (grande 140.000 m2) contiene uno strato di acqua liquida di 12 metri sotto una coltre di ghiaccio spessa 11 m. L'ecosistema ospita superphylum Patescibacteria, mentre è privo di cianobatteri.
Nel febbraio 2025, i ricercatori del British Antarctic Survey (BAS) hanno presentato Bedmap3, la mappa più dettagliata di sempre del continente antartico.

## Geografia

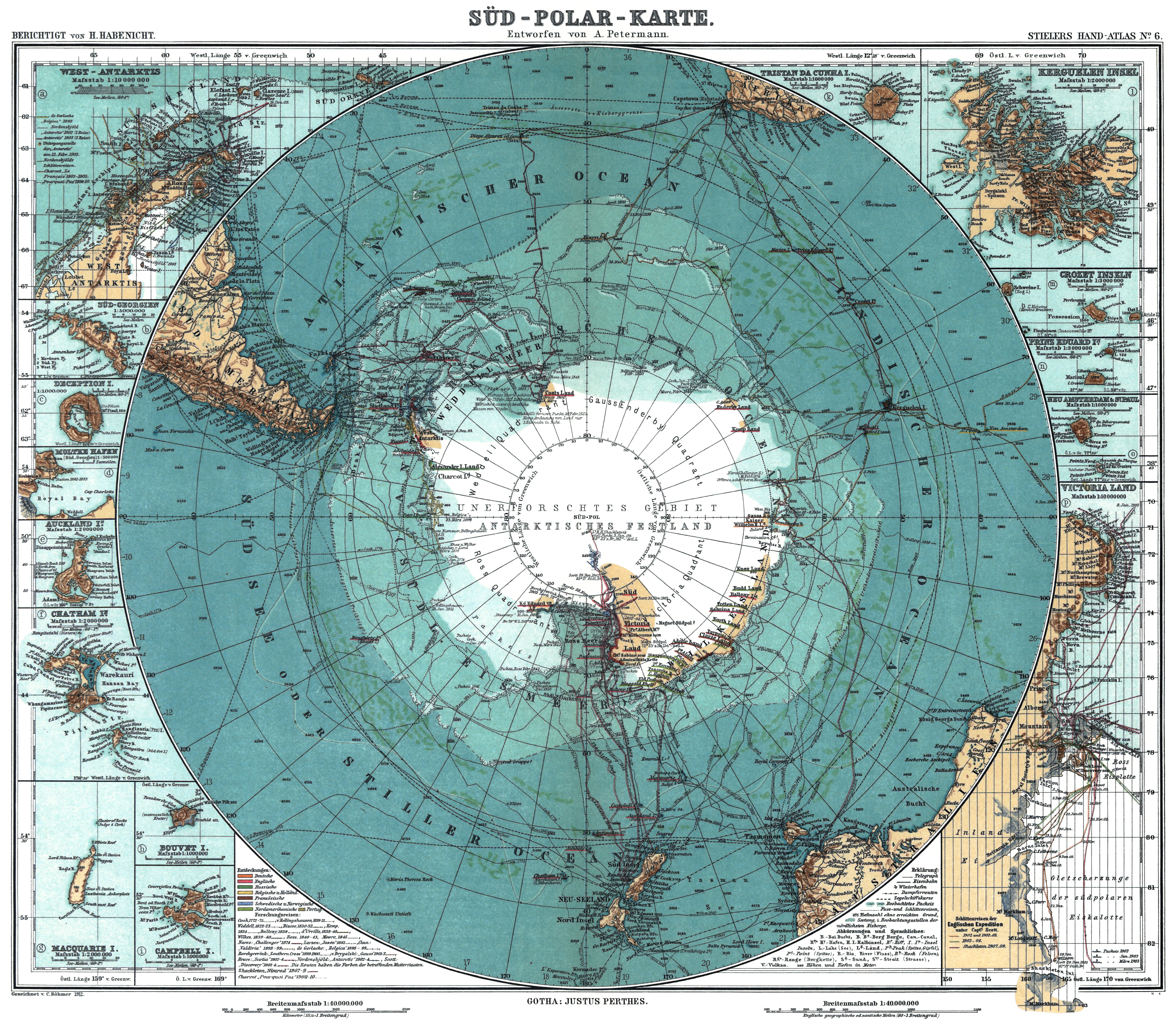
Carta geografica dell'Antartide del 1912

L'Antartide è una delle otto ecozone o regioni biogeografiche della Terra.
Con una superficie di 14 milioni di km², ai quali si aggiungono 1,5 milioni di km² di barriere è il quarto continente del mondo per estensione. Per convenzione il confine geografico è delimitato dalla cosiddetta convergenza antartica, la latitudine (circa 50° S) dove si inabissano le acque di superficie subtropicali. L'area compresa fra i 50° e il circolo polare antartico viene definita subantartica.
In media è il luogo più freddo della Terra e con le maggiori riserve di acqua dolce del pianeta. Il territorio presenta la più elevata media altimetrica sul livello del mare di tutti i continenti. L'Antartide è considerato un deserto polare, con precipitazioni annue di soli 200 mm lungo la costa, e molto meno nelle regioni interne.
Il continente è attraversato dalla Catena Transantartica lunga 3.500 km che si estende da Capo Adare (Terra Vittoria affacciato sul Mare di Ross) alla Terra di Coats (sul Mare di Weddell).
Il meridiano di Greenwich (0° di longitudine) divide l'Antartide in due parti: 
- l'Antartide Occidentale, o Antartide Minore che comprende grossomodo il territorio situato a ovest del meridiano di Greenwich e a est dei 180° di longitudine (Penisola Antartica, Terra di Mary Bird e Terra di Ellsworth)
- l'Antartide Orientale o Antartide Maggiore, un altopiano di circa 10 milioni di km² anticamente unito all'Australia e situato nell'area a est del meridiano di Greenwich e a ovest dei 180° di longitudine.

L'elevazione maggiore si ha in corrispondenza del Massiccio Vinson (4897 m s.l.m.) facente parte dei monti Ellsworth nella Penisola Antartica mentre la depressione maggiore è la Fossa subglaciale di Bentley a 2538 m sotto il livello del mare, situata nella parte orientale del continente. Nel continente sono presenti anche alcuni vulcani, il più alto dei quali è il monte Sidley (4181 m s.l.m.).
La calotta di ghiaccio che ricopre l'Antartide è suddivisa in calotta orientale (con uno spessore medio di 2500 m) e calotta occidentale (con uno spessore medio di 1700 m) dalla Catena Transantartica. I massimi spessori della calotta si trovano presso la Terra di Adelia a soli 400 km dalla costa: qui vi è una profonda depressione colmata da 4776 m di ghiaccio. Se si considera la massa dei ghiacci che ricopre la superficie, l'Antartide è il continente mediamente più alto sul livello del mare. Escludendo invece il profilo dato dalle calotte glaciali e considerando esclusivamente il livello medio dello strato roccioso, questo continente è mediamente il più basso.
Con un volume medio totale di 26,6×106 km³, costituisce il 92% delle riserve di acqua dolce del globo. È stato calcolato che la completa fusione dei ghiacci dell'Antartide comporterebbe un innalzamento del livello degli oceani di circa 70 metri. Gli iceberg che si staccano dalla calotta possono raggiungere e superare le dimensioni della Corsica.

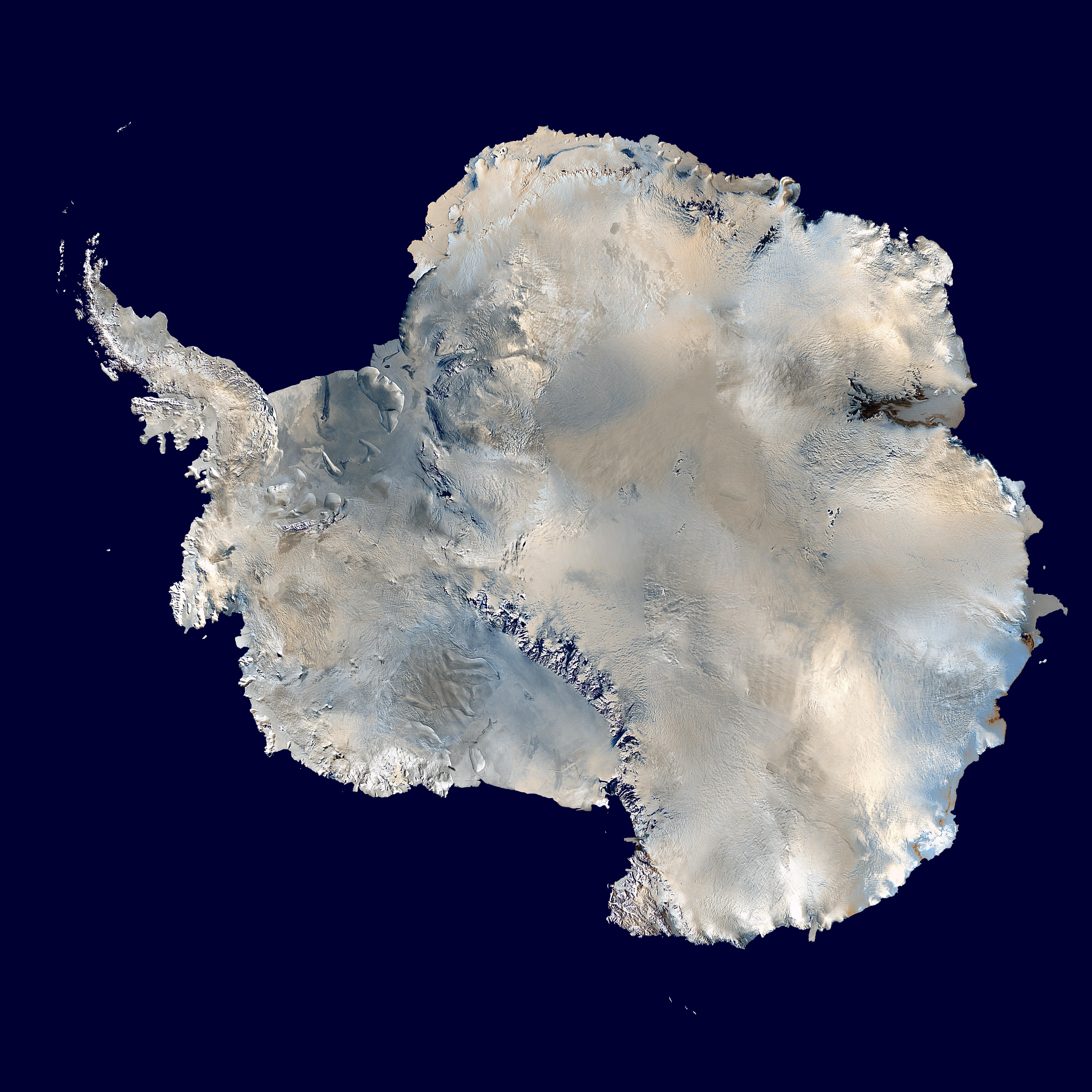
L'Antartide dal satellite

Lo sviluppo costiero del continente è pari a 17968 km caratterizzati dalla presenza di diverse formazioni di ghiaccio:
| Tipo                                            | Quota |
| ----------------------------------------------- | ----- |
| Piattaforme di ghiaccio (ghiaccio galleggiante) | 44%   |
| Pareti di ghiaccio (agganciate al terreno)      | 38%   |
| Fiumi di ghiaccio/fronti di ghiacciai           | 13%   |
| Roccia                                          | 5%    |
| Totale                                          | 100%  |

In Antartide si trovano le due più grandi piattaforme di ghiaccio del mondo, quella di Ross e quella di Filchner-Ronne. Il continente è circondato da un'ampia zona ghiacciata, la banchisa (pack), nella quale si sviluppa uno dei più interessanti ecosistemi del pianeta e che rappresenta la fonte di cibo per cetacei, pinguini, pesci, foche e molti uccelli.
In Antartide si trovano oltre 70 laghi, situati a migliaia di metri sotto la coltre gelata. Il maggiore di questi laghi sub-glaciali è il lago Vostok, scoperto dal geografo russo Andrey Kapitsa durante una serie di spedizioni scientifiche sovietiche che si tennero fra il 1959 e il 1964 nei pressi della stazione russa Vostok. Si ritiene che il lago sia stato sigillato dai ghiacci fra i 500 000 e il milione di anni fa. Vi sono prove derivanti da carotaggi effettuati a circa 400 m sopra la superficie dell'acqua del lago che le sue acque possano contenere forme di vita (microbi). Ciò è stato portato a supporto delle teorie sulla possibilità di esistenza di forme di vita su Europa, una della lune di Giove, in quanto la superficie gelata del lago ha molti tratti in comune con la superficie del satellite.
L'Antartide, a causa della sua apparente uniformità, sembrerebbe distaccarsi dagli altri continenti, caratterizzati da una varietà di climi, ecosistemi, popoli, culture. In realtà l'uniformità dell'Antartide è solo apparente, effetto della grande diversità ambientale e climatica rispetto agli altri continenti; in realtà anche in questa parte del mondo si possono distinguere vari tipi di clima, di morfologia e di ambienti naturali, significativamente diversi tra loro, ma che appaiono simili perché tutti caratterizzati da un clima notevolmente freddo.

### Isole
Intorno al continente, soprattutto intorno alla Penisola Antartica, si trova un ampio numero di isole. Per alcune di queste (tutte quelle comprese entro i 60° di latitudine sud) il trattato Antartico stabilisce la sospensione delle rivendicazioni da parte dei paesi.
Solitamente si distinguono le:
- Isole antartiche ovvero quelle a ridosso del continente, comprese nella Convergenza antartica e unite al continente dal ghiaccio;
- Isole sub-antartiche situate nei pressi o esternamente alla convergenza e unite al continente dalla banchisa solo nei mesi invernali.

### Clima

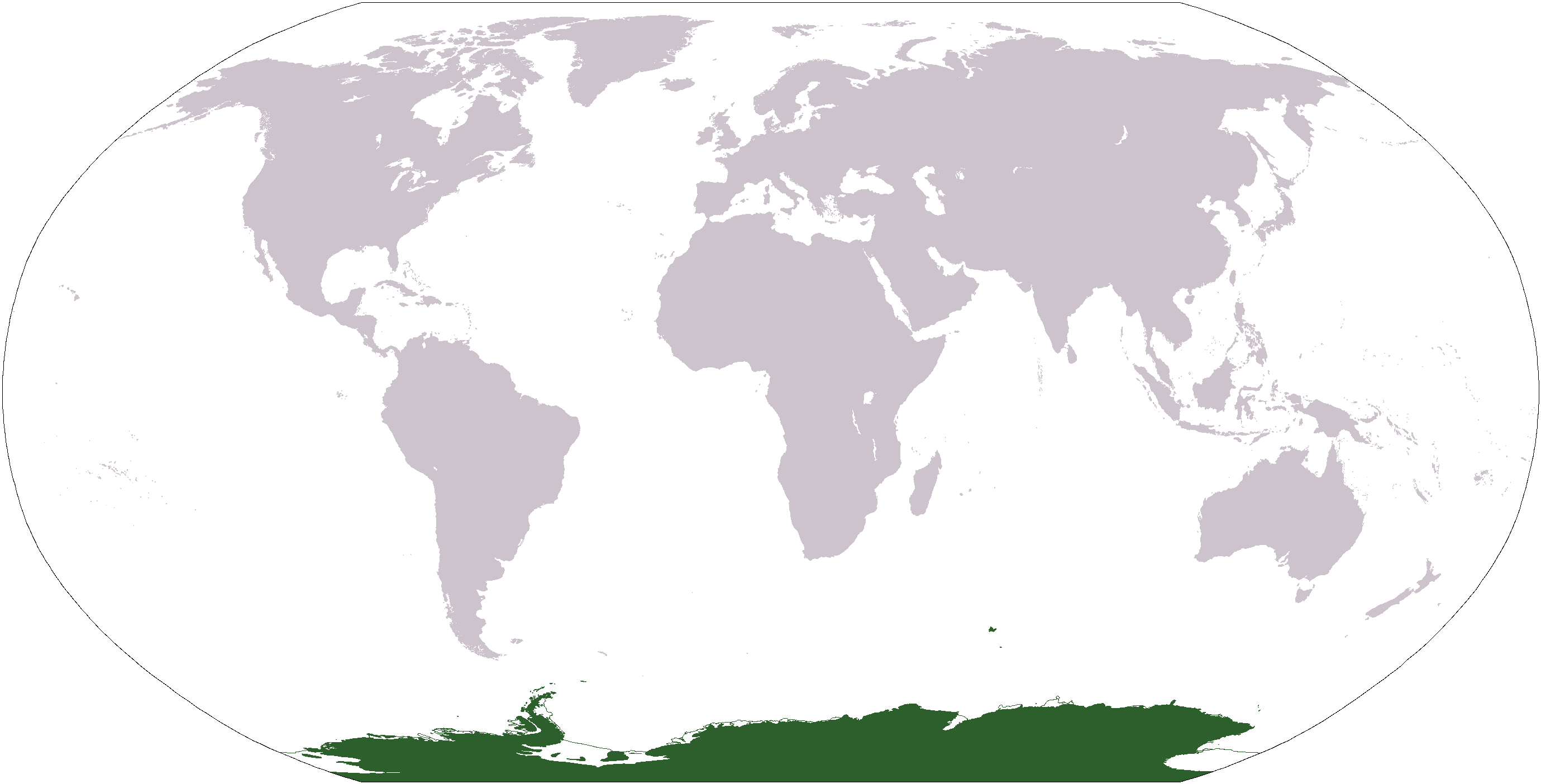
L'Antartide nel mondo

Tra le varie classificazioni proposte per il clima antartico, la più valida resta quella elaborata da Paul C. Dalrymple nel 1966: essa, pur tralasciando la fascia costiera e la Penisola Antartica, suddivide l'interno del continente in quattro zone sulla base di precisi parametri, che mettono in relazione le temperature medie ed estreme, la velocità media e la frequenza del vento, la misura delle precipitazioni annuali e l'intensità del windchill. Dalrymple, dunque, classifica:
- Area fredda di transizione (temperatura media annua da −25 °C a −40 °C);
- Area fredda catabatica (temperatura media annua da −30 °C a −40 °C);
- Area interiore fredda (temperatura media annua da −40 °C a −50 °C);
- Nucleo centrale freddo (temperatura media annua inferiore a −50 °C).

Va detto che, per quanto riguarda l'aspetto termico, esiste una precisa correlazione fra la quota, la latitudine e la distanza dal mare (continentalità). L'Altopiano Antartico è un tavolato di ghiaccio con spessori che nella parte orientale possono superare i 4000 m di quota ed è qui che si misurano le temperature più basse del mondo. Le osservazioni meteorologiche continuative sul Plateau Antartico sono cominciate con l'Anno geofisico internazionale e sono oggi condotte attraverso due principali fonti di acquisizione dei dati; le basi permanenti, gestite da personale tecnico scientifico residente, e le Aws (Automatic Weather Stations), progettate dalla Wisconsin University e impiantate a partire dagli anni ottanta. Tra il Dome Argus (il più alto rilievo dell'Altopiano Antartico) e il Dome Fuji è stata registrata nel 2018 dall'Università del Colorado, la temperatura più bassa: −98,6 °C.

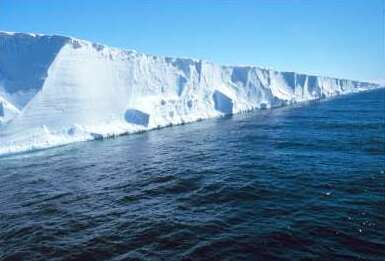
La Barriera di Ross nel mare di Ross

Al 2023 sono tre le basi permanenti dell'Altopiano Antartico: Amundsen-Scott (statunitense), Vostok (russa) e Concordia (italo-francese). La prima, che sorge al polo sud geografico, rientra nell'Area interiore fredda secondo la classificazione di Dalrymple: la temperatura media annua (1957-2006) è di −49,5 °C. A Vostok, nel Nucleo centrale freddo, la media annua (1958-2006, con interruzioni) si colloca invece a −55,3 °C.
Caratteristica del clima antartico è il cosiddetto Kernlose winter, un vistoso raffreddamento che si realizza con la scomparsa del sole sotto l'orizzonte e rimane pressoché costante per tutto l'arco del semestre; una dinamica che non ha riscontro nell'emisfero boreale, tranne forse in alcune delle aree più interne della Groenlandia. Perciò la classica suddivisione stagionale, pur mantenuta per omogeneità di confronti, nella realtà ha poco senso. Nell'Area interiore fredda e nel Nucleo centrale freddo, che inglobano circa la metà della superficie continentale, si può parlare di un bimestre estivo (dicembre e gennaio), preceduto e seguito da due stagioni di transizione (seconda metà di ottobre e novembre, febbraio e prima metà di marzo); i restanti sette mesi (dalla metà di marzo a metà ottobre) sono quelli invernali.
Durante l'estate la temperatura raramente supera i −20 °C. Il mese più caldo (dicembre) ad Amundsen-Scott fa registrare una media di −28,0 °C, mentre a Vostok di −31,9 °C. Il crollo termico, che comincia con la discesa del sole sull'orizzonte, comporta che già ad aprile la media di Amundsen-Scott sia di −57,3 °C, quella di Vostok di −64,8 °C, a luglio la media di Amundsen-Scott è di −60,1 °C, ad agosto quella di Vostok di −68,0 °C. Ciò fa sì che in qualsiasi periodo dell'inverno si possano toccare i valori estremi. Il record ad Amundsen-Scott si colloca a −82,8 °C (23 giugno 1982), mentre a Vostok a −89,2 °C (21 luglio 1983); quest'ultima è ufficialmente la temperatura più bassa registrata sulla Terra.
Altro elemento caratterizzante dell'Antartide è il vento: in particolare, le correnti catabatiche che, in estrema sintesi, si originano per via della densità dell'aria fredda che staziona sull'Altopiano Antartico, e che tende a "scivolare" verso le coste. Studi cominciati fin dal primo Novecento hanno dimostrato che esistono vie preferenziali in cui si incanalano i venti catabatici, che possono superare i 300 km/h (il 16 maggio 2004 la stazione McMurdo è stata devastata dalla tempesta più intensa degli ultimi trent'anni, con raffiche fino a 188,4 mph). Proprio riguardo ai venti che battono i mari antartici il Sailing Direction for Antarctica della Marina degli Stati Uniti specifica che «hanno spesso l'intensità di un uragano, con raffiche che raggiungono a volte la velocità di 150-200 miglia all'ora. Non si conoscono altrove venti di tale violenza, salvo forse nei cicloni tropicali».

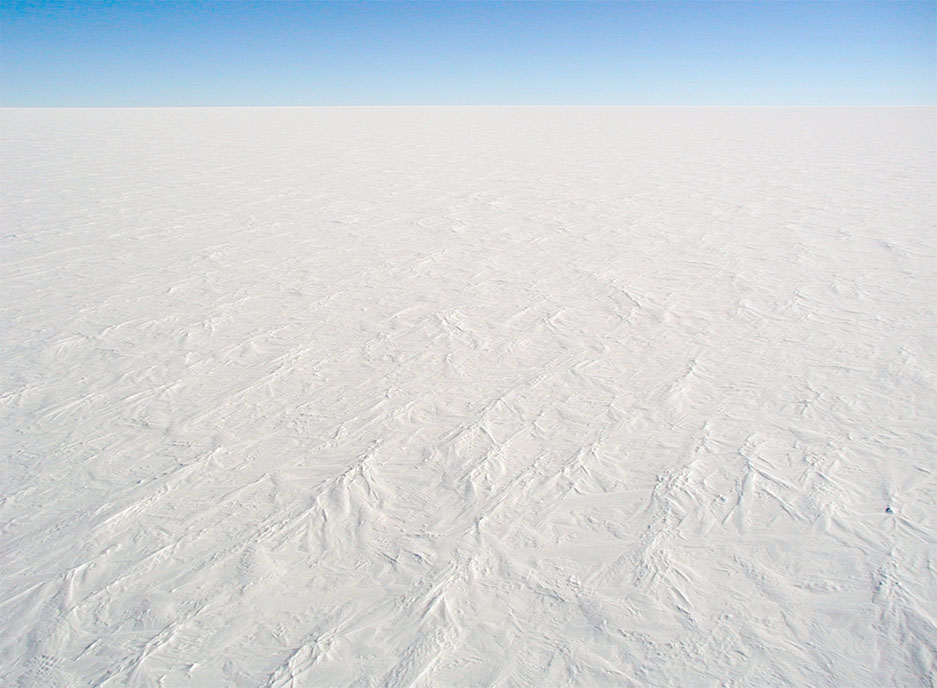
Plateau antartico

Per quanto riguarda le precipitazioni, la scarsa umidità sul continente le rende quasi assenti. Notevole è la differenza tra le isole antartiche e l'altopiano. Riguardo alle prime si può portare come esempio il dato della stazione Bellingshausen (base russa sull'isola di re Giorgio) in cui, nel periodo 1969-2005, si va da un minimo annuale di 471,8 mm (2003) a un massimo di 991,6 mm (1998), a Vostok, invece, si passa da un massimo di 66,4 mm (1958), a un minimo di 0,2 mm (1982 e 1995).
L'Antartide, assieme ai suoi ghiacci, ha un importante compito nell'equilibrio climatico-ambientale del pianeta, visto che ogni variazione della calotta si ripercuote sull'equilibrio termico planetario, sulla circolazione oceanica e atmosferica nonché sul livello del mare.
L'importanza del monitoraggio climatico è giustificata anche dalle conseguenze che avrebbe uno scioglimento dei ghiacci antartici sul livello del mare planetario; inoltre bisogna considerare che la relazione tra ghiaccio e mare è interlacciata e che i due elementi si influenzano reciprocamente. In generale va detto che nella regione antartica esistono grandi differenze tra le varie zone: ad esempio le parti più a nord (come la Penisola Antartica) sono le zone dove in generale si realizza il passaggio del ghiaccio all'oceano mentre le parti più interne sono quelle dove si ha un accumulo e ispessimento dei ghiacci.

### Estensione dei ghiacci antartici
Dall'analisi delle immagini satellitari si è registrato un generale aumento della estensione dei ghiacci antartici con il seguente andamento: 
- rispetto al 1994 si registrano 0,6 milioni di km² di estensione in più e 0,6 in più di area;
- rispetto al 1984 si registrano 1,3 milioni di km² di estensione in più e 1,2 in più di area;
- rispetto al 1974 si registrano 1,8 milioni di km² di estensione in più e 2,0 in più di area.

Una registrazione satellitare ha rivelato che l'aumento complessivo delle estensioni di ghiaccio nell'Antartico si è invertito nel 2014, con rapidi tassi di diminuzione nel 2014-2017 che hanno ridotto le estensioni di ghiaccio del mare antartico ai valori più bassi dei 40 anni precedenti.

### Risorse naturali
L'Antartide è ricca di risorse minerarie mentre le risorse petrolifere valutate ammontano a circa 40 miliardi di barili. Inoltre, in questo continente ci sono i più grandi giacimenti di carbone e ferro con grandi quantità di nichel, manganese e uranio.

## Ambiente
Nel continente vivono solo piante e animali che si sono adattati al clima rigido, tra cui al 1993 si conoscevano pinguini, foche, 28 specie di funghi, 27 specie di Marchantiophyta e molti tipi di alghe, nonché varie specie di licheni, muschi e piante che sono presentati più nel dettaglio nel seguito.

### Flora

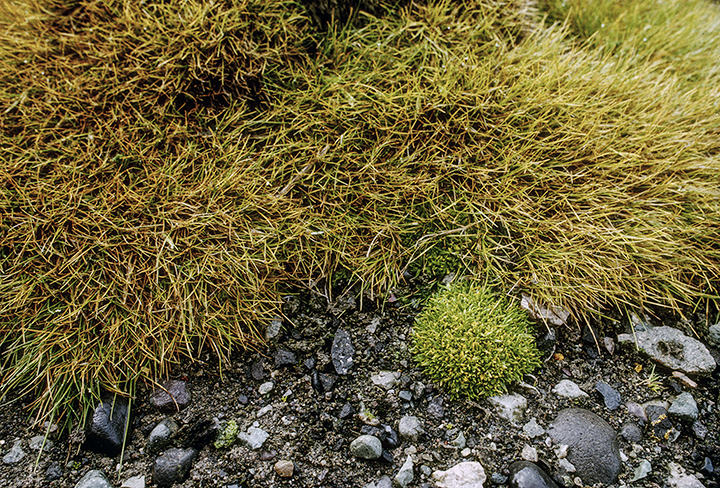
Deschampsia antarctica e Colobanthus quitensis

Le condizioni climatiche e la povertà del suolo sono fattori limitanti per lo sviluppo della vegetazione. Gran parte del suolo è coperto da ghiaccio per tutto l'anno e questo rende inaccessibile il suolo alle piante oltre a limitare la quantità di luce che arriva sul terreno. Tuttavia le zone più settentrionali presentano uno spessore di ghiaccio ridotto che in estate (durante la quale le ore di luce giornaliere sono oltre 20) fonde completamente rendendo disponibile un substrato illuminato per la crescita delle piante. In inverno invece le ore di luce si riducono, lo spessore di ghiaccio cresce ricoprendo la flora (la specie che raggiunge l'altezza maggiore è Deschampsia antarctica che non supera i 15 cm). Il suolo inoltre è molto povero e minerale a causa della poca biomassa vegetale disponibile per la creazione di eventuale humus.
Queste condizioni si vanno a sommare alle avversità tipiche dell'ambiente costiero da un lato (alta salinità, forti venti e spiccata erosione per opera di acqua e vento) e del deserto polare dall'altro (precipitazioni quasi nulle, forti venti, bassa umidità atmosferica) in un gradiente che va da condizioni tendenzialmente più favorevoli sulle coste e a latitudini inferiori a 70° fino a condizioni inospitali nell'entroterra in cui il numero di specie rilevate è di qualche unità o 0.
L'ambiente marino nella provincia settentrionale conta 100-115 specie di muschi, 350 specie di licheni, 27 specie di epatiche e due specie di fanerogame (in particolare angiosperme).
L'ambiente marino nella provincia meridionale conta 40-50 specie di muschi, 120 specie di licheni, due specie di epatiche e due specie di fanerogame (angiosperme).
Mentre la parte continentale presenta una più bassa biodiversità: 20-30 specie di muschi, 90 specie di licheni, una specie di epatica.
Inoltre sono presenti 700 specie di alghe terrestri e acquatiche.
Tra le specie di muschio endemiche dell'Antartide nominiamo Grimmia antarctici, Schistidium antarctici e Syntrichia lithophila.
Le uniche piante angiosperme che crescono in Antartide sono la graminacea Deschampsia antarctica e la cariofillacea Colobanthus quitensis.
Le attività umane hanno permesso l'ingresso di un'altra angiosperma: Poa annua L., specie cosmopolita invasiva che si insinua in habitat disturbati dall'uomo.

### Fauna

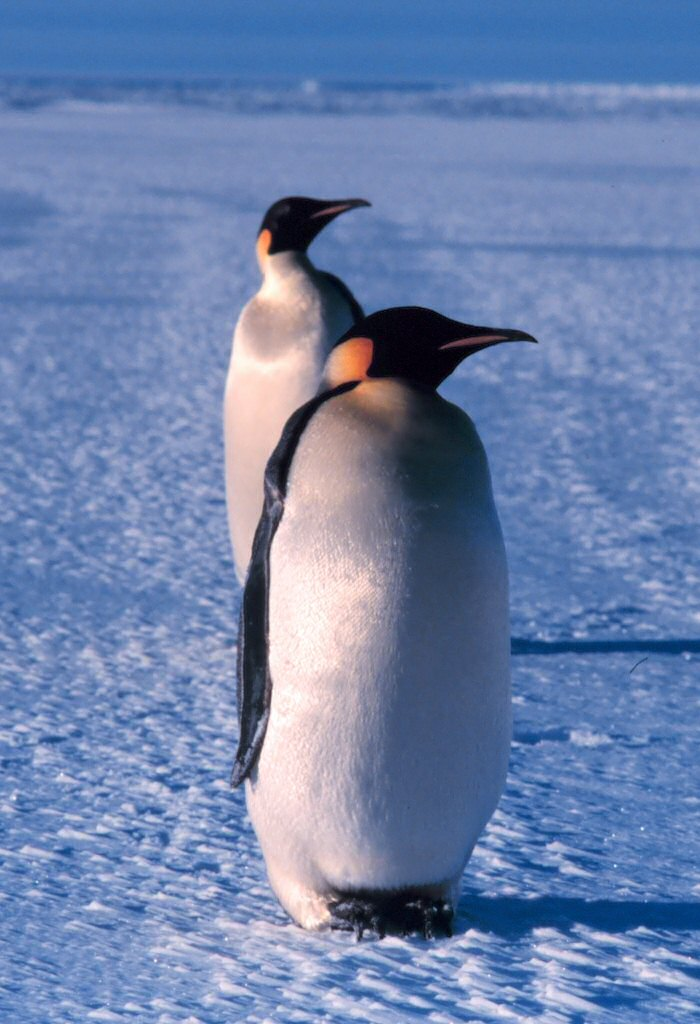
Pinguino imperatore

La fascia di mare che separa le acque antartiche da quelle degli altri oceani è detta convergenza antartica; è larga dai 40 agli 80 km ed è situata a circa 1600 km dalla costa e in essa la temperatura cala bruscamente. La convergenza antartica costituisce una barriera biologica insormontabile per gli organismi marini di piccole dimensioni e all'interno della quale si trova un ecosistema del tutto particolare.

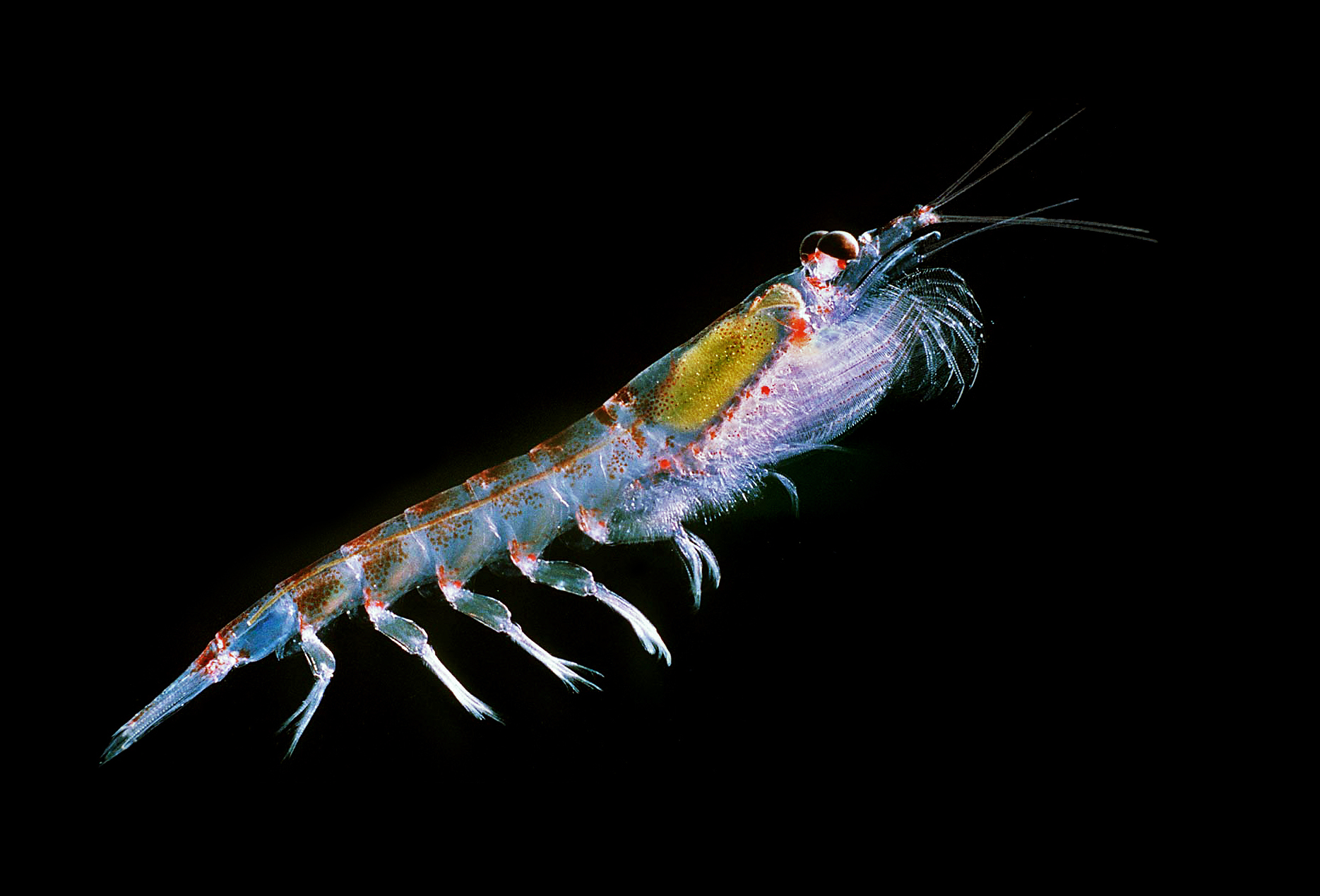
Krill antartico (Euphausia superba)

I mari sono molto ricchi di zooplancton e di krill antartico (l'Euphausia superba ne è il componente principale). Il krill, a sua volta alimentato da poche specie di alghe che compongono il fitoplancton, rappresenta l'alimento di pesci, balene, foche e leoni marini, di pinguini e di numerosi uccelli marini.
Sulla banchisa vivono e si riproducono quattro specie di pinguini: il pinguino imperatore, il pinguino di Adelia, il pinguino Papua e il pigoscelide antartico. Un'altra trentina di specie di uccelli (appartenenti alle famiglie dei procellariformi e caradriformi) si riproducono nel continente antartico, tra queste vi sono l'albatro reale, il petrello delle nevi, il fulmaro antartico, gli ultimi due nidificano nelle parti prive di neve, dette nunatak, delle montagne dell'interno, spingendosi nell'entroterra fino a 100 km dalle coste.
Tra le foche sono diffuse le foche di Weddell, le foche cancrivore e la temibile foca leopardo. Nei mesi estivi oltre 100 milioni di uccelli migratori nidificano e si riproducono sulla banchisa e nelle isole prospicienti il continente.
Nel continente è presente un ridotto contingente di artropodi, in prevalenza acari e collemboli, e solo tre specie di insetti, tutte e tre della famiglia Chironomidae (Diptera): Belgica antarctica, Eretmoptera murphyi e Parochlus steinenii.
Paragonato con la ricchezza di fauna nell'oceano e sulla banchisa l'interno del continente appare deserto e desolato, anche nelle poche aree deglaciate dette oasi. Le uniche forme di vita che vi si trovano sono batteri, microorganismi e alcuni invertebrati.

### Altre specie
- Laternula elliptica, mollusco bivalve
- Adamussium colbecki, mollusco bivalve
- Parborlasia corrugatus, verme di mare
- Odontaster validus, stella marina
- Sterechinus neumayeri, riccio di mare

## Popolazione

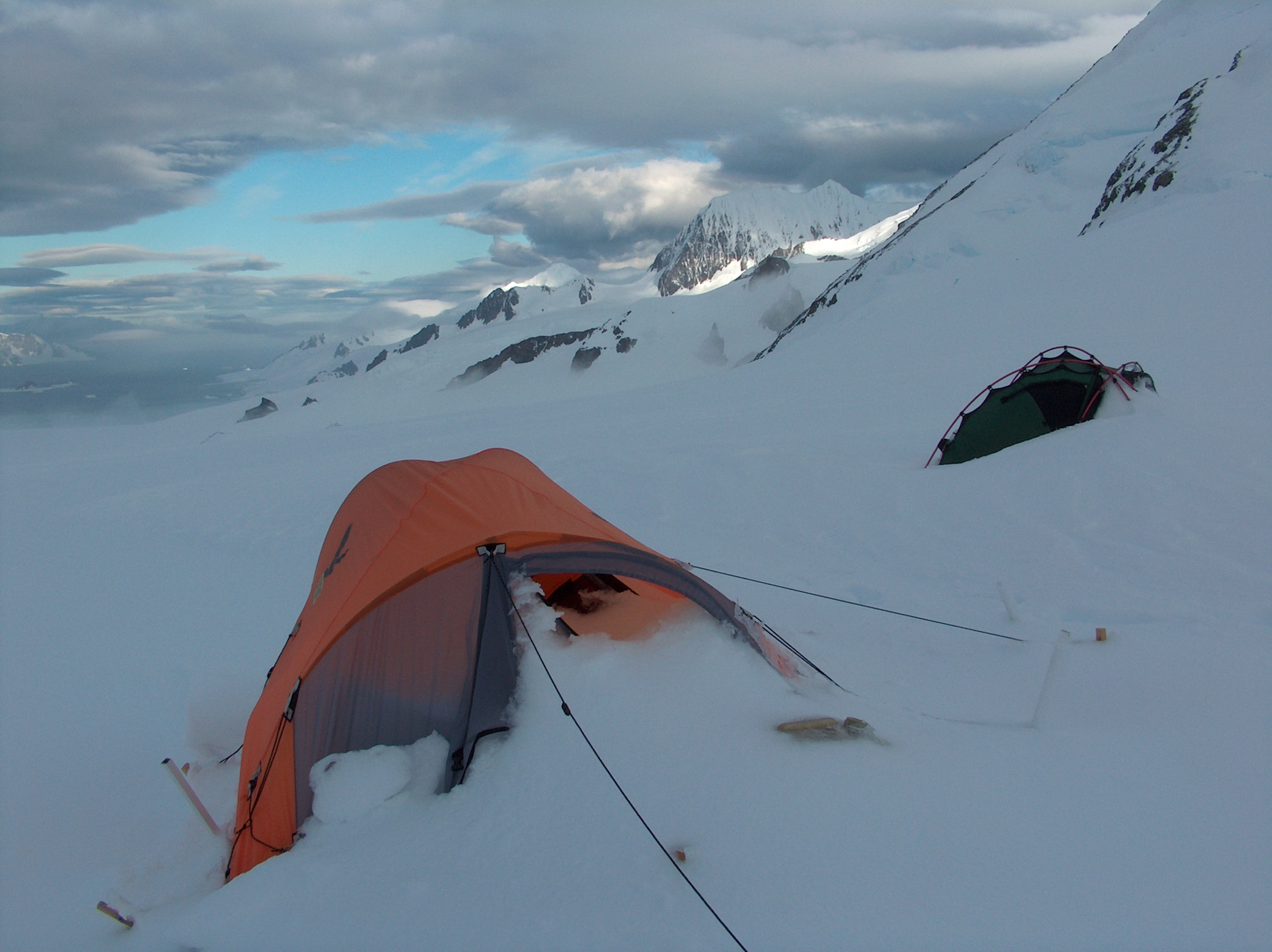
Campo Accademia, Ghiacciaio Huron

Il continente non fu mai abitato in passato e non è abitato permanentemente nemmeno in epoca contemporanea da alcuna popolazione umana in senso stretto; tuttavia si contano, durante l'anno, tra le 1 000 (mesi invernali) e le 4 000 (mesi estivi) persone che risiedono nelle oltre 80 basi o stazioni di ricerca scientifica ivi sparse.
Gli unici due centri abitati civili sono Villa Las Estrellas, sull'isola King George ed Esperanza, a Hope Bay. Nel luglio del 2005, pieno inverno, 79 donne e 162 uomini risiedevano nella base di McMurdo, la più grande.
Il primo essere umano nato in questo continente è l'argentino Emilio Marcos Palma, nato nel 1978 nella colonia argentina di Esperanza. Nel 1986/87 sono nati due bambini nella Villa Las Estrellas, nella stazione cilena Marsh, oggi chiamata Frei.

### Basi scientifiche

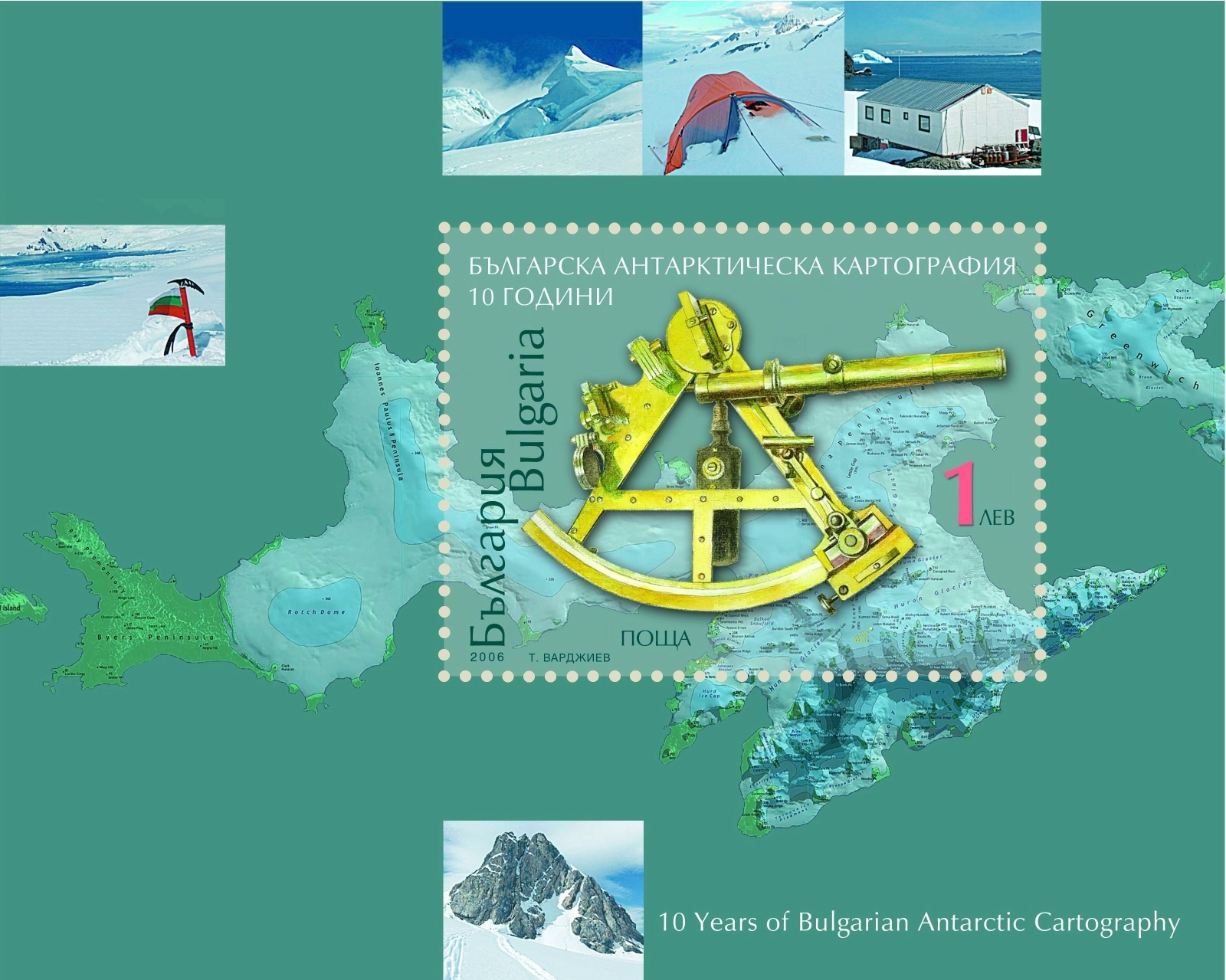
Filatelia antartica

L'Antartide non ha una popolazione stabile ma molti governi mantengono stazioni di ricerca permanenti sul continente; le principali sono:
- Base Principessa Elisabetta (Belgio)
- Base navale capitano Arturo Prat (Cile), isola Greenwich, isole Shetland Meridionali
- Base generale Bernardo O'Higgins (Cile), costa nord della Penisola Antartica
- Base presidente Eduardo Frei Montalva (Cile), isola di re Giorgio, isole Shetland Meridionali, ha un'importante pista di atterraggio
- Base Esperanza, colonia argentina scuola n. 38, Radio Arcangel (Argentina)
- Distaccamento navale Orcadas, 1904 per 40 anni l'unica stazione del continente (Argentina)
- Base Marambio (Argentina)
- Base dell'esercito generale Belgrano II (Argentina)
- Stazione Carlini (Argentina)
- Base dell'esercito generale San Martín (Argentina)
- Base antartica dell'esercito argentino Primavera (Argentina)
- Base di ricerca scientifica dell'esercito Alfréz de Navío Sobral (Argentina)
- Base Amundsen-Scott South Pole Station, Polo sud (Stati Uniti d'America) Base scientifica

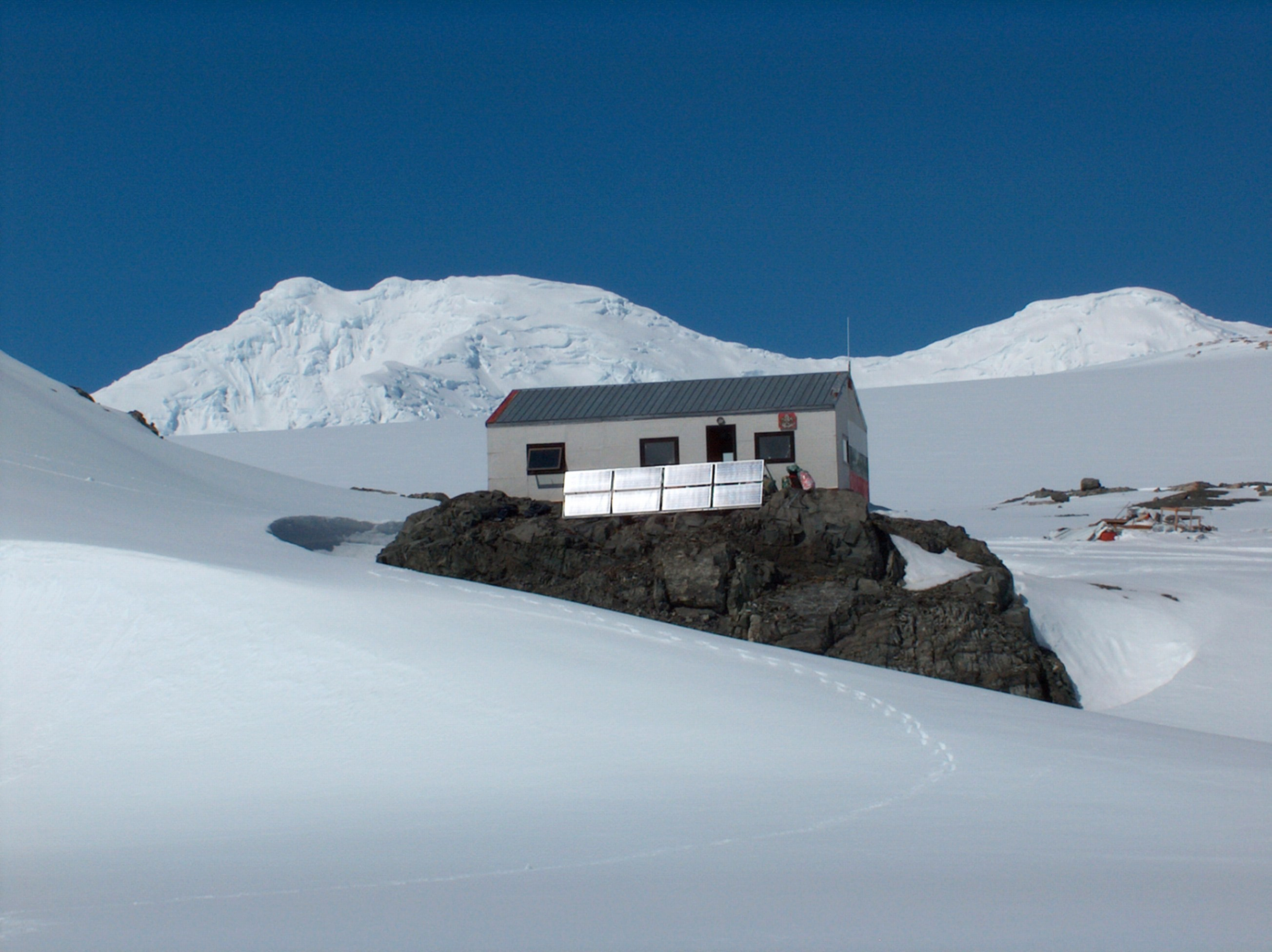
Base scientifica

- Stazione Casey, baia Vincennes (Australia)
- Stazione Davis, Terra della Principessa Elisabetta (Australia)
- Base Dumont d'Urville, Terra Adelia (Francia)
- Stazione Halley (75° S, 26° O) (Regno Unito)
- Stazione McMurdo, isola di Ross (Stati Uniti d'America)
- Mirnyj (Russia)
- Stazione Mawson, Terra di Mac. Robertson (Australia)
- Base Scott, isola di Ross (Nuova Zelanda)
- Stazione Shōwa, Isola Ongul Orientale (Giappone)
- Base Rothera (67° S, 68° O, Regno Unito)
- Stazione Mario Zucchelli MZS (sostegno logistico durante il periodo invernale) (74° S, 164° E, Italia)
- Concordia (Italia e Francia)
- South African National Antarctic Expeditions, Terra della Regina Maud (Sudafrica)
- Base San Clemente di Ocrida, isola Livingston, isole Shetland Meridionali (Bulgaria)
- Base Vostok, Altopiano Antartico (Russia)

### Ricerca

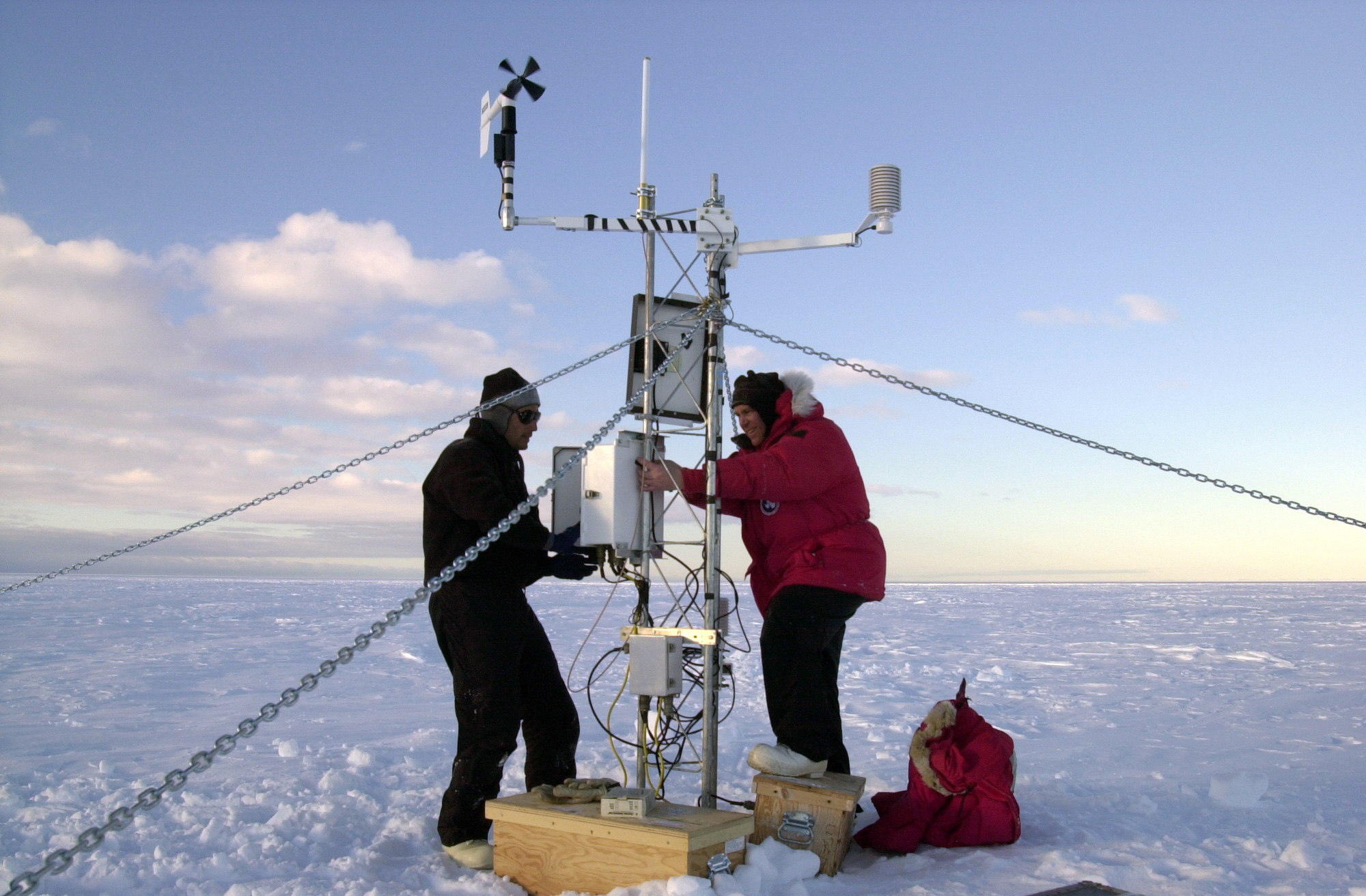
Stazione meteorologica in Antartide

Fra i principali ambiti di ricerca vi sono:
- l'astrofisica e l'astronomia, le cui osservazioni sono favorite dalla lunga notte polare, dal basso contenuto di vapor d'acqua, dalla stabilità termica e dalla bassa radiazione di fondo[45]. Una branca degna di attenzione è lo studio delle meteoriti, di cui ne sono state rinvenute a decine di migliaia, incluse nakliti di origine marziana[46];
- la rilevazione di raggi cosmici e particelle per le ragioni sopra citate, tra i progetti in corso ci sono IceCube e ANITA;
- la sperimentazione di nuove tecnologie, in particolare telerilevamento e sistemi automatizzati[46];
- l'addestramento e la simulazione per l'esplorazione spaziale[46];
- studi globali sul clima e l'oceanografia in relazione anche ai cambiamenti climatici presenti e passati[47], come per esempio sul buco dell'ozono, sul riscaldamento globale, ecc.[46]

### Veicoli
Il personale delle missioni dei vari paesi dispone a volte di veicoli. Non esistendo alcuna regolamentazione sulla circolazione degli automezzi in Antartide, spesso questi non sono targati. I veicoli delle missioni francesi e statunitensi utilizzano invece targhe specifiche per l'Antartide.

### Comunicazioni
Il prefisso telefonico internazionale dell'Antartide è +672 e il TLD Internet è .aq. L'Antartide ha un servizio di telefonia cellulare, con un'unica antenna che usa la tecnologia AMPS all'argentina base Marambio e una GSM Entel Chile sull'isola di re Giorgio. Le telecomunicazioni sono altrimenti limitate alle connessioni via satellite.

## Geografia politica

Bandiera del Trattato antartico

In base al trattato Antartico del 1959, firmato a oggi da 56 Paesi, l'Antartide non appartiene ad alcun Paese, può essere utilizzata esclusivamente per scopi pacifici e sono vietate attività di sfruttamento economico e di tipo militare. Il trattato vieta dunque le attività militari e minerarie, sostiene la ricerca scientifica e protegge le ecozone del continente. Sono in corso esperimenti condotti da più di 4.000 scienziati di varie nazionalità e con diversi interessi di ricerca. Sempre in base al trattato sono inoltre sospese tutte le rivendicazioni territoriali dei diversi Paesi: tali rivendicazioni coprono l'intero territorio con l'eccezione del Territorio non rivendicato da 90° O a 150° O e sono relative ad Argentina, Australia, Cile, Francia, Nuova Zelanda, Norvegia e Regno Unito.

### Argentina
L'Antartide argentina è delimitata dai meridiani 25° O e 74° O, e si trova tra la latitudine 60° S e il polo sud. Politicamente parte della provincia di Terra del Fuoco, Antartide e Isole dell'Atlantico del sud, ha dato i natali al primo essere umano nato nel continente antartico, Emilio Marcos Palma, il quale venne alla luce nel gennaio 1978 presso la base Esperanza.

### Australia
Il Territorio Antartico Australiano è la rivendicazione più vasta ed è formato dai territori a sud del parallelo 60° S e tra il 44°38' meridiano E e il 160°, eccezion fatta per la Terra Adelia, che è rivendicata dalla Francia. Sul territorio è presente la stazione Mawson.

### Cile
Il Territorio antartico cileno è compreso tra i meridiani 53° O e 90° O e a sud del parallelo 60°, e si sovrappone alle rivendicazioni territoriali di Argentina e Regno Unito.

### Francia
La Terra Adelia è il territorio antartico rivendicato dalla Francia. Scoperto nel 1837 dall'esploratore francese Jules Dumont d'Urville, a oggi è famosa per il clima caratterizzato da temperature estremamente basse e venti violenti e per il suo ricco patrimonio biologico, per il quale la Convenzione di Rio si mosse a favore nel 1992.

### Nuova Zelanda
La dipendenza di Ross prende il nome da Sir James Clark Ross, il quale scoprì, tra gli altri, anche il Mare di Ross. La Nuova Zelanda controlla la base Scott, da non confondere con la base statunitense Amundsen-Scott.

### Norvegia
La Norvegia rivendica il territorio della Terra della regina Maud e l'Isola Pietro I.

### Regno Unito
Il Territorio Antartico Britannico è il territorio rivendicato dal Regno Unito ed è nella lista dei territori d'oltremare britannici.

## Rivendicazioni territoriali

Carta della regione antartica

- Argentina: Antartide argentina, da 25° O a 74° O; si sovrappone alle rivendicazioni cilene e britanniche; rivendicata nel 1943.
- Australia: da 160° E a 142° E e da 136° E a 45° E; rivendicata nel 1933.
- Brasile: da 28° O a 53° O; si sovrappone alle rivendicazioni argentine e britanniche; rivendicata nel 1986 soltanto come zona d'interesse.
- Cile: Territorio antartico cileno, da 53° O a 90° O; si sovrappone alle rivendicazioni argentine e britanniche; rivendicata nel 1940.
- Francia: Terra Adelia, da 142° E a 136° E; rivendicata nel 1924.
- Nuova Zelanda: Dipendenza di Ross, da 150° O a 160° E; rivendicata nel 1923.
- Norvegia: Terra della Regina Maud, da 45° E a 20° O e l'isola Pietro I; rivendicata nel 1938.
- Regno Unito: Territorio Antartico Britannico, da 20° O a 80° O; si sovrappone alle rivendicazioni argentine e cilene; rivendicata nel 1908.

Il trattato Antartico mantiene congelate queste rivendicazioni e la maggioranza delle altre nazioni non le riconosce. Non sono state fatte rivendicazioni nel settore tra 90° O e 150° O. Esistono anche bandiere di territori dell'Antartide e proposte per bandiere uniche.

### Paesi con altre rivendicazioni
Questo gruppo di paesi, che partecipano in qualità di membri al trattato Antartico, hanno mostrato rivendicazioni territoriali nei confronti del continente ma, per le stesse disposizioni del trattato, le loro richieste restano in sospeso finché esso resterà valido.
- Brasile
- Spagna
- Perù
- Sudafrica
- Stati Uniti
- Russia
- Italia

Anche Stati Uniti d'America, Russia e Italia hanno avanzato rivendicazioni territoriali, ma le manterranno in sospeso finché il trattato resterà valido o altri paesi non procederanno a dare seguito alle loro rivendicazioni.

## Galleria d'immagini

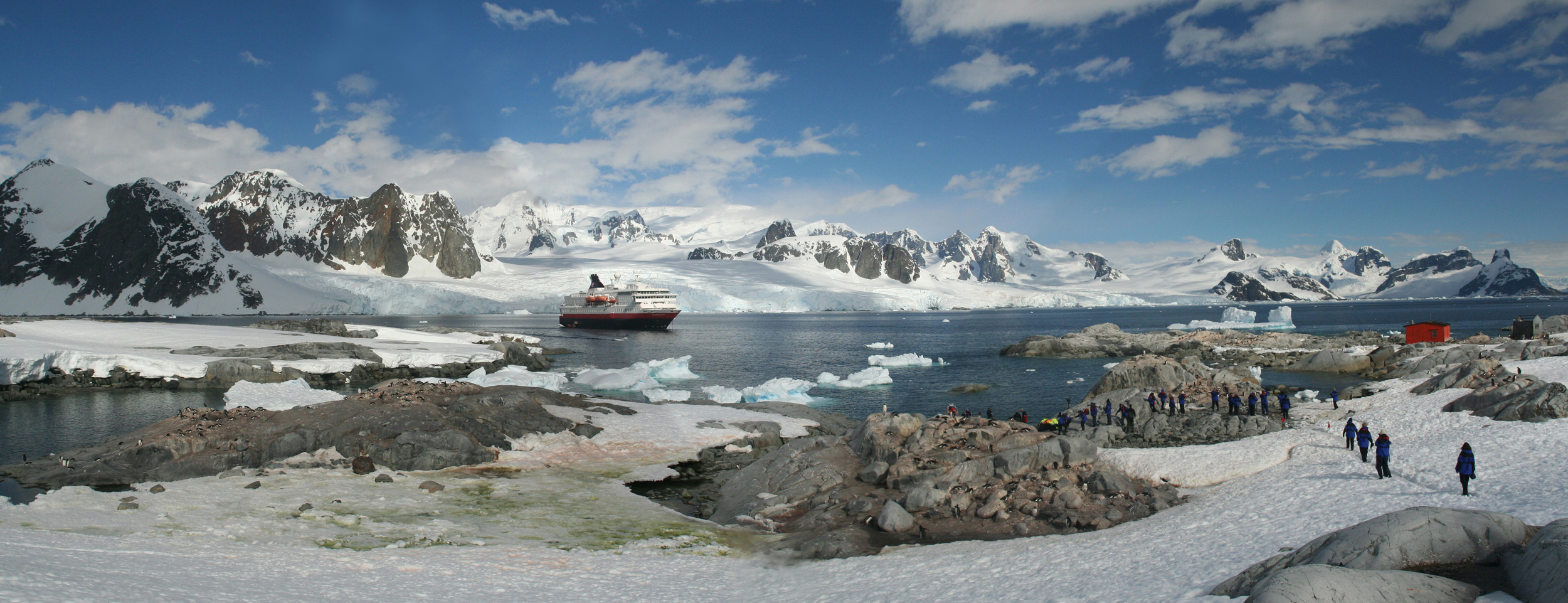
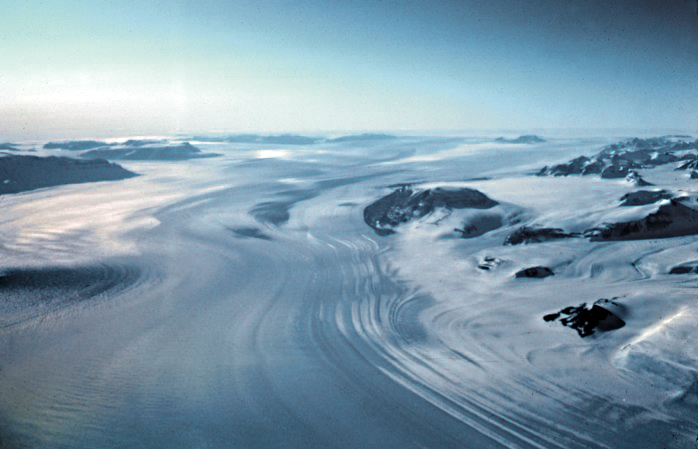
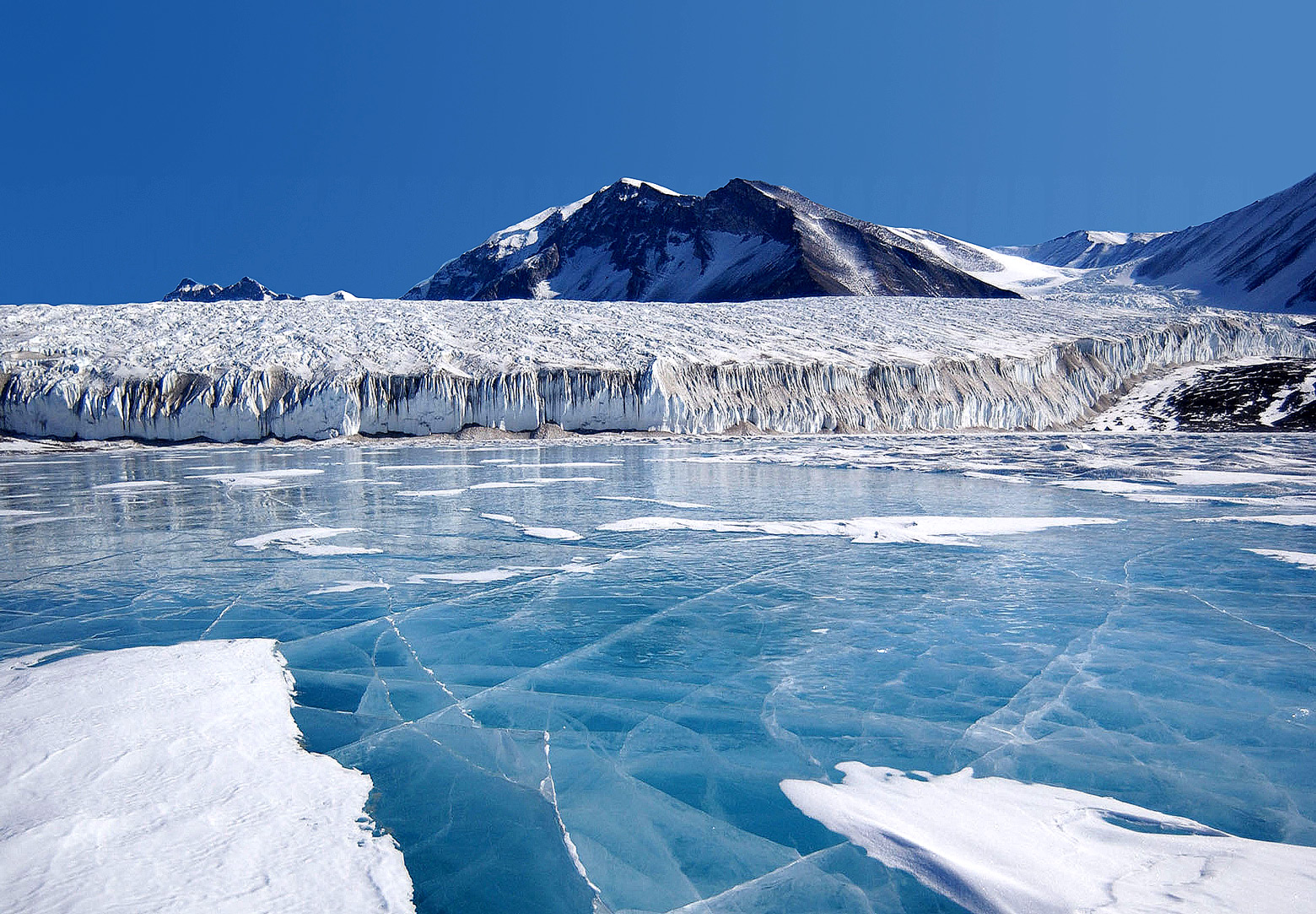
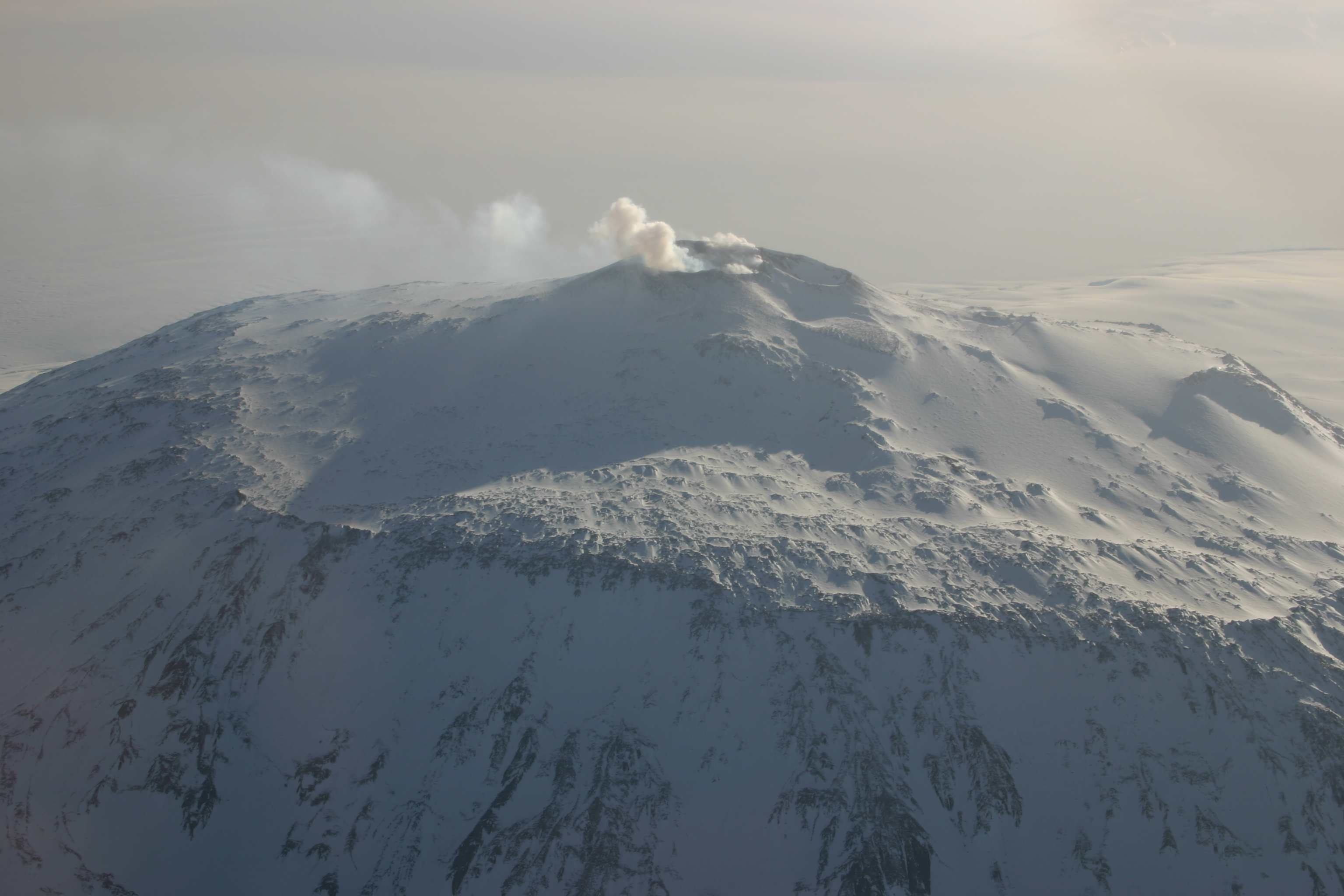
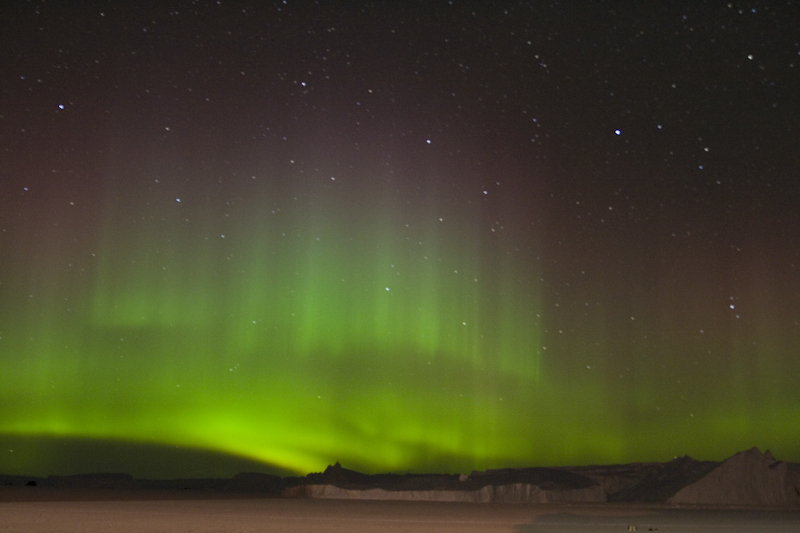